# Finn Gustavsen

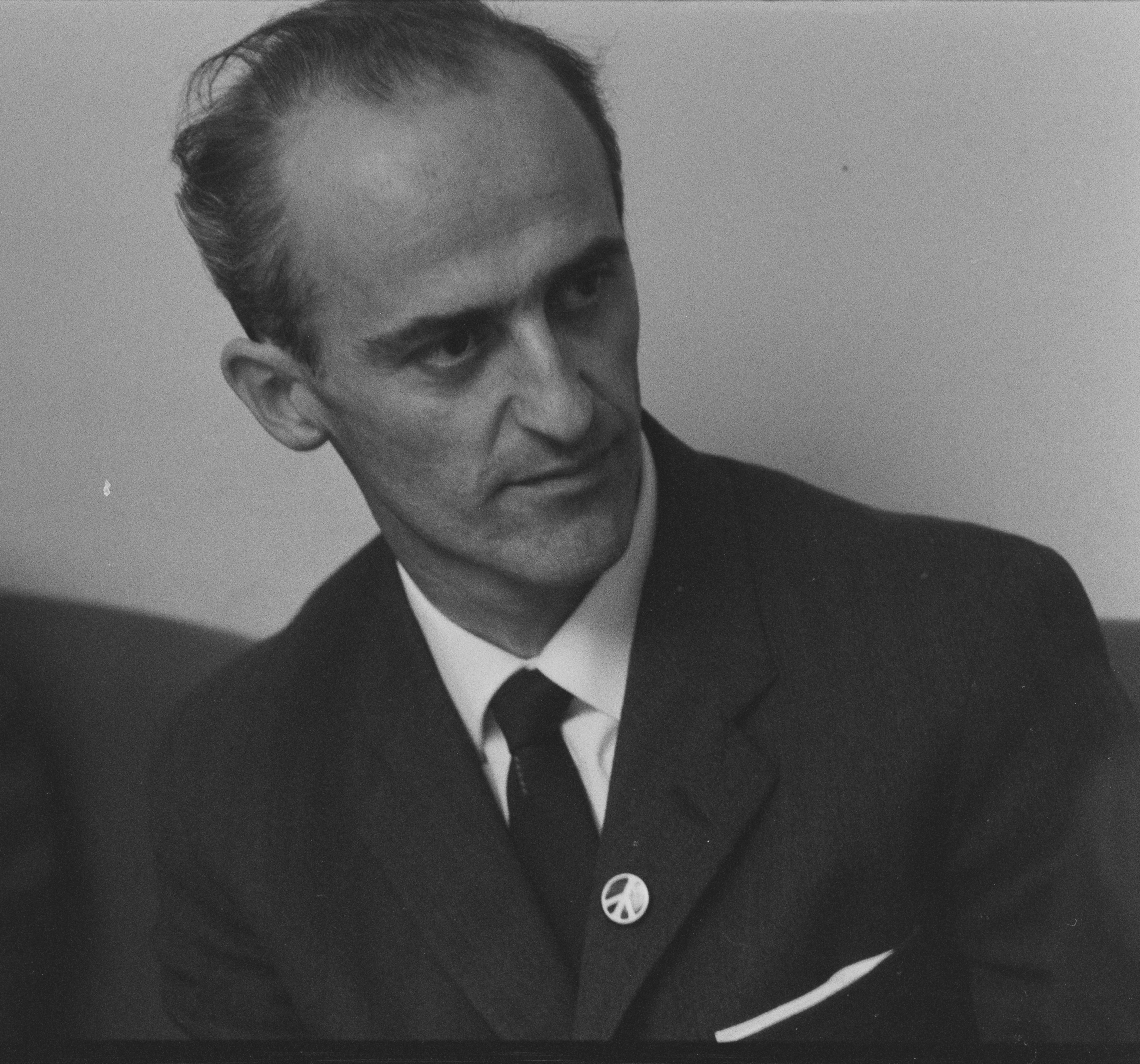
Finn Gustavsen

Finn Rudolf Gustavsen (* 22. Februar 1926 in Drammen; † 20. Juli 2005) war ein norwegischer Sozialist und Politiker.

## Leben
Gustavsen war seit den 1950ern aktiv in der Arbeiderpartiet tätig. Er arbeitete seit 1953 als Journalist für deren Zeitung Orientering, nachdem er bereits davor für verschiedene Zeitungen tätig war. Gemeinsam mit Berge Furre war er eine der Hauptpersonen der sogenannten Osterunruhe, die sich gegen die Atompolitik der USA wandte. Als eine Konsequenz daraus wurde Gustavsen aus der Arbeiderparti ausgeschlossen.
1961 gründete er die Sosialistisk Folkeparti (Sozialistische Volkspartei, SF), die im Herbst 1961 bereits zwei Mandate für das Storting erringen konnte: eines für Gustavsen, der in Oslo antrat, und eines für Asbjørn Holm. Gustavsen vertrat die Stadt in der Zeit zwischen 1961 und 1969 und nach einer vierjährigen Pause wieder von 1973 bis 1977.
In den 1970ern schloss sich die SF mit der Kommunistischen Partei zum Sosialistik Valgforbund zusammen und existierte ab 1975 als Sosialistisk Venstreparti (Sozialistische Linkspartei).
Gustavsen stand dieser Partei lange Zeit vor.
Gustavsen war von 1971 bis 1975 sowie erneut von 1985 bis 1987 Mitglied im Stadtrat von Oslo.